# Martha and the Vandellas
Martha and the Vandellas est un groupe américain de musique populaire, actif de 1960 à 1972. De 1967 à 1972, il est connu sous le nom Martha Reeves and the Vandellas. 
La formation d'origine est composée de deux chanteuses, Martha Reeves et Gloria Williams, soutenues par deux choristes, Rosalind Ashford et Annette Sterling. Gloria Williams quitte le groupe en 1961.
Parmi leurs titres emblématiques, on peut noter : Dancing in the Street (1964), (Love Is Like a) Heat Wave (1964), Nowhere to Run (1965) et Jimmy Mack (1967).

## Membres
- Martha Reeves (1960-1972)
- Annette Sterling (1960-1964)
- Rosalind Ashford (1960-1969)
- Gloria Williams (1960-1961) née le 11 août 1942, morte le 5 juillet 2000
- Betty Kelley (1964-1967) (ex-membre de The Velvelettes)
- Sandra « Lois » Reeves (1967-1972)
- Sandra Tilley (1969-1972) (ex-membre de The Velvelettes)

## Discographie

### Albums
Tous les albums sont sortis sous le label Motown.
| Année                                                      | Album                                   | Classement |
| Année                                                      | Album                                   | US         |
| ---------------------------------------------------------- | --------------------------------------- | ---------- |
| 1963                                                       | Come and Get These Memories             | —          |
| 1963                                                       | Heat Wave                               | 125        |
| 1965                                                       | Dance Party                             | 139        |
| 1966                                                       | Watchout!                               | 116        |
| 1966                                                       | Martha and the Vandellas' Greatest Hits | 50         |
| 1967                                                       | Martha and the Vandellas Live!          | 144        |
| 1968                                                       | Ridin' High                             | 167        |
| 1969                                                       | Sugar 'n' Spice                         | —          |
| 1970                                                       | Natural Resources                       | —          |
| 1972                                                       | Black Magic                             | —          |
| « — » pour les titres qui ne sont pas entrés au hit-parade |                                         |            |

### Albums compilations
Tous les albums sont sortis sous le label Motown.
| Année | Album                                                                                  |
| ----- | -------------------------------------------------------------------------------------- |
| —     | Greatest Hits, Vol. 2                                                                  |
| —     | Greatest Hits, Vol. 3                                                                  |
| —     | Anthology                                                                              |
| 1993  | Live Wire: The Singles (1962-1972)                                                     |
| 1998  | The Ultimate Collection                                                                |
| 1999  | 20th Century Masters: The Millennium Collection - The Best of Martha and the Vandellas |
| 2005  | Spellbound: Motown Lost & Found (1962-1972)                                            |
| 2006  | Gold: Martha Reeves & the Vandellas                                                    |